# Язи-дюзю
Язи-дюзю (азерб. Yazı düzü) — рівнина в Кубатлинському районі Азербайджану.

## Загальна інформація
Розташовується між річками Базарчай та Акарі, на південній околиці Карабаського нагір'я. Довжина близько 30—35 км, має трикутну форму. Складається з вулканогенно-пролювіальних відкладень верхнього пліоцену. У ландшафті переважають ксерофітні гірські чагарники та сухі степи, поширені коричневі гірсько-лісові ґрунти. Клімат — помірно теплий, із сухими зимами. Місцеве населення зайняте у тваринництві та вирощуванні пшениці, тютюну й винограду.
На території рівнини розташована історична пам'ятка Джаванширська гробниця, датована XIV століттям.